# Parydra pubera
Parydra pubera är en tvåvingeart som beskrevs av Friedrich Hermann Loew 1860. Parydra pubera ingår i släktet Parydra och familjen vattenflugor. Inga underarter finns listade i Catalogue of Life.